# Marius Jaccard
Marius Jaccard (27. března 1898, Ženeva – 19. ledna 1978, Pully) byl švýcarský reprezentační hokejový obránce.
V roce 1920 byl členem Švýcarského hokejové týmu, který skončil pátý na Letních olympijských hrách.
O čtyři roky později, byl také členem švýcarského týmu v první zimní olympiádě. Skončili na děleném pátém místě.